# Zacualtipán
Zacualtipán egy város Mexikó Hidalgo államának keleti részén, lakossága 2010-ben meghaladta a 23 000 főt.

## Földrajz

### Fekvése
A település Hidalgo állam keleti részén, Veracruz határához közel fekszik a Keleti-Sierra Madre hegyei között, a Vaszték-karszt területén. Maga a város körülbelül 2000 m-rel a tenger szintje felett épült fel, de a környező hegyek több száz méterrel magasabbak. A település (időszakos) patakja a Panotlan.

### Éghajlat
A város éghajlata meleg, de nem forró, és viszonylag csapadékos. Minden hónapban mértek már legalább 25 °C-os meleget, de a rekord csak a 36 °C-ot érte el. Az átlagos hőmérsékletek a januári 10,4 és a májusi 16,4 fok között váltakoznak, fagy a téli és télközeli hónapokban előfordulhat. Az évi átlagosan 1287 mm csapadék időbeli eloszlása nagyon egyenetlen: a júniustól szeptemberig tartó 4 hónapos időszak alatt hull az éves mennyiség közel 70%-a.
| Hónap                                   | Jan. | Feb. | Már. | Ápr. | Máj. | Jún. | Júl. | Aug. | Szep. | Okt. | Nov. | Dec. | Év   |
| --------------------------------------- | ---- | ---- | ---- | ---- | ---- | ---- | ---- | ---- | ----- | ---- | ---- | ---- | ---- |
| Rekord max. hőmérséklet (°C)            | 29,0 | 28,5 | 32,0 | 36,0 | 33,0 | 30,0 | 27,5 | 30,0 | 30,0  | 27,0 | 28,0 | 25,5 | 36,0 |
| Átlagos max. hőmérséklet (°C)           | 16,1 | 17,3 | 20,5 | 22,0 | 22,0 | 20,1 | 18,8 | 19,3 | 18,7  | 17,6 | 17,3 | 16,0 | 18,8 |
| Átlaghőmérséklet (°C)                   | 10,4 | 11,4 | 14,0 | 15,8 | 16,4 | 15,6 | 14,6 | 14,9 | 14,7  | 13,0 | 11,9 | 10,9 | 13,6 |
| Átlagos min. hőmérséklet (°C)           | 4,8  | 5,5  | 7,4  | 9,7  | 10,9 | 11,1 | 10,3 | 10,5 | 10,6  | 8,5  | 6,6  | 5,7  | 8,5  |
| Rekord min. hőmérséklet (°C)            | −5,0 | −4,0 | −3,0 | 1,0  | 4,0  | 2,0  | 2,0  | 0,7  | 1,0   | −2,0 | −5,5 | −4,0 | −5,5 |
| Átl. csapadékmennyiség (mm)             | 35   | 22   | 27   | 35   | 70   | 189  | 181  | 196  | 297   | 136  | 63   | 36   | 1287 |
| Forrás: Servicio Meteorológico Nacional |      |      |      |      |      |      |      |      |       |      |      |      |      |

## Népesség
A település népessége a közelmúltban folyamatosan és gyorsan növekedett:
| Év   | Lakosság |
| ---- | -------- |
| 1990 | 11 434   |
| 1995 | 13 945   |
| 2000 | 16 216   |
| 2005 | 17 540   |
| 2010 | 23 125   |

## Története
Zacualtipán helyén tolték és csicsimék törzsek éltek. Magát a várost a 18. században alapították, a község 1861. április 26-án jött létre. A település 1943. március 8-án nyerte el a ciudad rangot. Neve a tzacualtipán szóösszetételből ered, melynek jelentésére több magyarázatot is adnak: „rejtekhelyek helye”, „halomsírok/piramisok helye”, „hely, ahol falakat emelnek” és „ahol jól építkeznek”.

## Turizmus, látnivalók

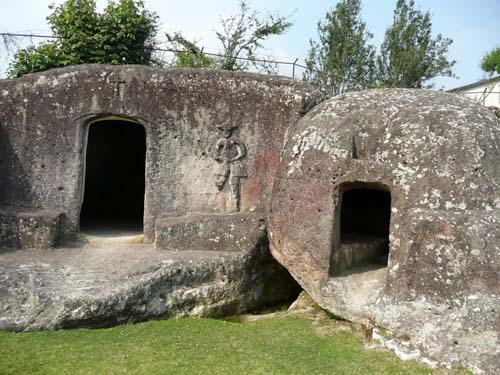
A kőbe faragott ház

A településen több értékes, régi műemlék található: az 1572-ből származó Názáreti Jézus-kápolna, az 1734-ben épült Santa María de la Encarnación-templom, a Parroquia de Dolores, valamint egy 18. század elejéről származó, egyetlen nagy sziklatömbből kifaragott „kőház”, ahova az igazságszolgáltatás elől menekültek. A városban emlékművet kaptak többek között a tanárok, Miguel Hidalgo szabadsághős és Alfonso Hernández Morales professzor.